# GU Большой Медведицы
GU Большой Медведицы (лат. GU Ursae Majoris) — одиночная переменная звезда в созвездии Большой Медведицы на расстоянии приблизительно 1496 световых лет (около 459 парсеков) от Солнца. Видимая звёздная величина звезды — от +9,77m до +9,61m.

## Характеристики
GU Большой Медведицы — оранжевая пульсирующая медленная неправильная переменная звезда (LB:) спектрального класса K2.